# Rebeka Tiktiner
Rebeka Tiktiner (hebr. רבקה בת מאיר טִיקְטִינֶר, Riwke bas Meir Tiktiner, Rebeka Tykocińska, ur. przed 1550, zm. 1605 w Pradze) – żydowska uczona talmudystka i autorka literatury religijnej adresowanej do kobiet. 
Była córką Meira Tiktinera, prawdopodobnie pochodzącego z Tykocina. Sama Rebeka spędziła większość życia (być może całe) w Pradze – tam też zmarła. Pod okiem ojca zdobywała edukację. W 1609 r. ukazała się drukiem jej książka w języku jidysz zatytułowana Mejnekes Riwke, która zdobyła dużą popularność. Traktowała w nim m.in. o edukacji religijnej i świeckiej dzieci żydowskich oraz roli społecznej kobiety.